# احمدآباد (شاهرود)
احمدآباد روستایی در دهستان خوارتوران بخش بیارجمند شهرستان شاهرود استان سمنان ایران است.

## جمعیت
بر پایه سرشماری عمومی نفوس و مسکن در سال ۱۳۹۵ جمعیت این روستا ۸۶۴ نفر (۳۰۰خانوار) بوده‌است.